# Кёк-Дёбё (Манасский район)
Кёк-Дёбё (кирг. Көк-Дөбө) — село в Манасском районе Таласской области Кыргызстана. Входит в состав аильного округа Кыргызстан. Код СОАТЕ — 41707 225 820 02 0.

## Население
По данным переписи 2009 года, в селе проживало 1212 человек.